# Volksempfänger

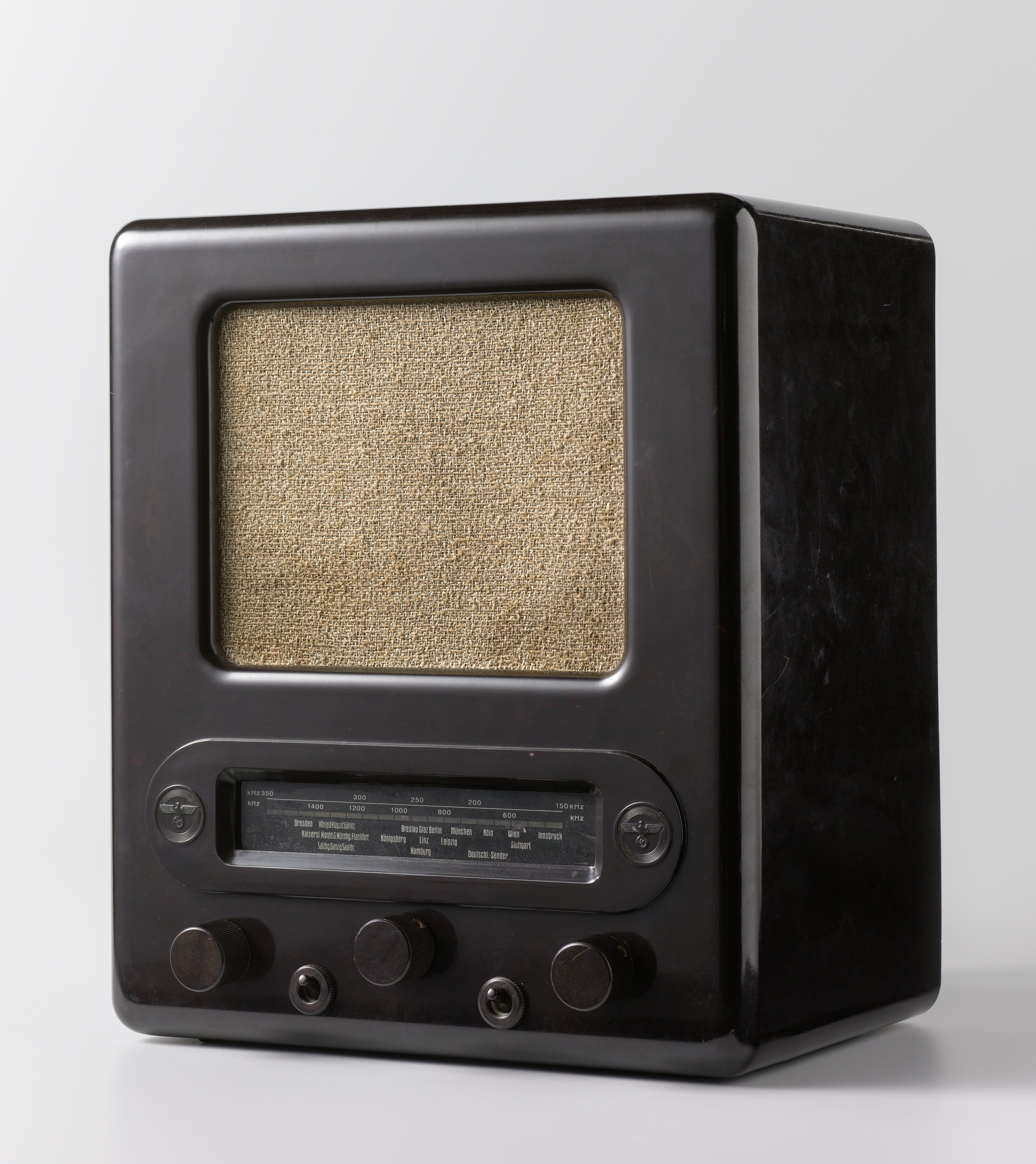
Volksempfänger VE 301 Dyn uit de periode 1938-1940, gemaakt door Philips Berlin. Links en rechts van de zenderschaal staan een adelaar met swastika. De prijs bedroeg ca. 65 Reichsmark.

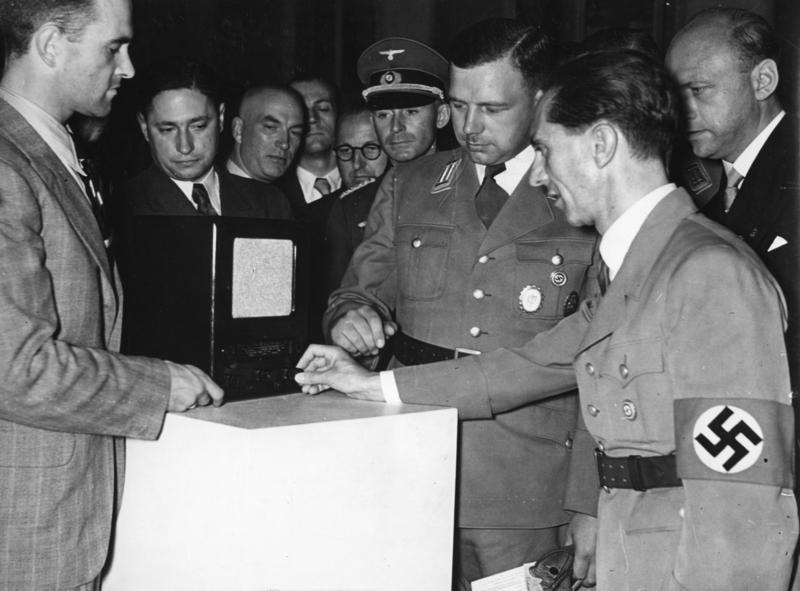
Goebbels voor een Volksempfänger VE 301 Dyn, rechts Reichsrundfunkkammer-president Hans Kriegler, bij de radiotentoonstelling op 5 augustus 1938.

De Volksempfänger was een reeks goedkope  radio-ontvangers geproduceerd in nazi-Duitsland, ontwikkeld door ingenieur Otto Griessing op verzoek van Joseph Goebbels, de Reichsminister van Propaganda. Het doel was om radio-ontvangsttechnologie betaalbaar te maken voor het grote publiek. Goebbels besefte het grote propagandapotentieel van dit relatief nieuwe medium en achtte de brede beschikbaarheid van ontvangers daarom van groot belang.
Het door de staat geïnitieerde product werd door verschillende commerciële bedrijven geproduceerd. Enkele hiervan zijn  Echrich & Graetz, Lorenz AG, Staßfurter Rundfunk GmbH, Wega Radio, Sachsenwerk AG . Een aantal modellen waren op de voorkant duidelijk voorzien van een adelaar met  swastika. Hierdoor is deze radio onlosmakelijk verbonden met de Tweede Wereldoorlog, het Nationaalsocialisme en de Nazipropaganda.
Er werden verschillende versies van het radiotoestel geproduceerd. De VE301, VE301 B2 voor gebruik met  batterijen, VE301 G voor gebruik op gelijkstroom netwerken, VE301 Dyn, VE301 GW voor gebruik op zowel gelijk- als wisselstroom, VE301 Dyn GW, en de DKE38. Hierbij staat Dyn voor  Dynamische Luidspreker en DKE voor Deutsche Klein Empfänger. Het getal 301 verwijst naar de dag waarop Adolf Hitler door Paul von Hindenburg benoemd werd tot  Rijkskanselier op 30 januari 1933. 